# Benny Sevinger
Oslin Benito (Benny) Sevinger (12 januari 1965) is een Arubaans politicus van de Arubaanse Volkspartij (AVP) en voormalig karateka.
Sevinger groeide op in Aruba maar studeerde en werkte in Colombia. Ook was hij actief als sporter en was meervoudig karatekampioen. 

## Politieke loopbaan
Sevinger begon zijn politieke carrière onder de vleugels van de AVP-coryfee, Edgar (Watty) Vos, die in januari 2001 overleed. Bij de verkiezingen van 2001 werd hij op de kandidatenlijst op een verkiesbare positie geplaatst. Hij werd lid van de Staten van Aruba en bleef aan tot 2009. Van 2009 tot 2017 werd Sevinger minister. In het kabinet Mike Eman I was hij minister van Integratie, Infrastructuur en Milieu en in het kabinet Mike Eman II was hij minister van Integratie, Infrastructuur en Ruimtelijke Ontwikkeling. Onder zijn ministerschap werden enkele grote infrastructurele projecten aangepakt, waaronder de "Green Corridor", een verbreding van de verbindingsweg van de luchthaven Koningin Beatrix naar San Nicolas, de aanleg van de "Watty Vos Boulevard", de ringweg-3 om Oranjestad vanaf de luchthaven Koningin Beatrix naar de hotels in Palm Beach en de uitbreiding van het Horacio Oduber Hospitaal (HOH). Sevinger is weer lid van de Staten sedert 27 oktober 2017. 
Hij is getrouwd en heeft twee kinderen.

## Zaak Avestrus
De zaak Avestrus (Struisvogel) richt zich op ambtelijke omkoping, valsheid in geschrifte en witwassen bij de uitgifte van overheidsgronden in de periode 2009-2017. In het kader van het strafrechtelijk onderzoek heeft het Openbaar Ministerie begin oktober 2019 huiszoeking gedaan in het partijkantoor van Sevinger te Rancho. Sevinger wordt ervan verdacht voor bevriende ondernemers grote stukken terrein in zeer korte tijd te hebben geregeld. Hij werd op 26 mei 2021 gearresteerd; een maand voor de statenverkiezingen waaraan hij deelnam als lijstduwer op de AVP-lijst. Omdat hij met voorkeurstemmen in de Staten werd gekozen, moest hij worden vrijgelaten, maar hij bleef verdachte in deze zaak.  In april 2023 kreeg Sevinger wegens omkoping en fraude een celstraf van een jaar opgelegd en vijf jaar verbod up het vervullen van een publieke functie. Volgens de rechter had hij in ruil voor geld, diensten en goederen overheidsterreinen verkocht aan zakenlieden. In dezelfde zaak werden ook zes ondernemers veroordeeld en vijf vrijgesproken. Voor de andere aanklachten werd Sevinger vrijgesproken. Eerder had het OM tegen hem een gevangenisstraf van vijf jaar, een geldboete, ontneming van zijn verkregen voordeel en ontzetting uit het passief kiesrecht voor 10 jaar geëist. Sevinger en het OM hebben hoger beroep aangetekend.

## Zaak Ocean Eco Cleaner
In een civiele zaak moest de rechtbank oordelen over gronden in overheidsbezit, die door Sevinger als demissionair minister najaar 2017 tegen een relatief laag bedrag in erfpacht werden uitgegeven aan Ocean Eco Cleaner, dat er appartementen op wilde bouwen. Sevingers opvolger Otmar Oduber zette alle grondtransacties stop, waarop Ocean Eco Cleaner naar de rechter stapte. Deze sprak op 3 november 2021 uit, dat de niet-urgente beslissing van een demissionaire minister een inbreuk vormde op de rechtsorde, en daarom nietig moest worden verklaard.